# SBS12ニュース
| SBS 12ニュース SBS 12 NEWS                              |                                                                                  |
| ジャンル                                                | ニュース                                                                         |
| 放送国                                                  | 大韓民国                                                                         |
| 放送チャンネル                                          | SBS TV                                                                           |
| 放送期間                                                | 1991年 12月9日〜現在                                                             |
| 放送時間                                                | 平日昼12時〜12時50分                                                             |
| 放送分量                                                | 50分                                                                             |
| メーカー                                                | SBS報道本部                                                                      |
| 司会者                                                  | ヨムヨンソク、キム・ソウォン                                                     |
| 開く曲                                                  | SBSニュース（2014年8月11日〜現在）OP音楽                                         |
| 閉鎖曲                                                  | 同上                                                                             |
| 音声                                                    | 1チャンネルモノラル音声                                                          |
| 字幕                                                    | クローズドキャプション放送 韓国水鱼通訳放送                                      |
| HD放送するかどうか                                      | HD生放送（2011年 7月4日〜2012年 12月31日） 再び非公式HD生放送（2013年 1月2日〜） |
| 備考： 韓国水鱼通訳放送 祝日はSBSニュースで置き換え編成 |                                                                                  |

「SBS 12ニュース」（SBS 12 NEWS）は、大韓民国 SBSで毎週平日昼12時に放送されるSBSの総合ニュース番組である。

## 概要
- アンカーのコメントには、SBS 12時のニュース、放送外的にはSBS正午ニュースで表現される。
- 本来はSBSニュース（1010） 、SBSニュースパレード（現。SBSオーニュース）、SBS週末ニュースと一緒にメインスタジオ右側第2スタジオで進行をしたが、SBSの2017年新年の改編により、2017年1月2日から新しいメインスタジオ工事入るに基づいて同年1月29日までにモーニングワイド、SBSニュース（1010） 、ジュヨウンジンのニュースブリーフィング、SBSオーニュース、SBS 8ニュース、SBSナイトライン、SBS週末ニュース、SBSニュース特報とジュヨウンジンのニュースブリーフィング専用のスタジオで、一時的に進行しており、同年1月30日に新しいメインスタジオが改編に伴い、同年1月30日からSBSニュース（1010） 、SBS週末ニュースと、メインスタジオ右側第2スタジオで進行をして2018年1月2日からモーニングワイド、SBSニュース（1010） 、SBS 8ニュース、SBSナイトライン、SBS週末ニュース、SBSニュース特報とメインスタジオで進行している。

## 放送時間
現在放送時間は2020年 6月15日からを基準とする。
| 放送チャンネル | 放送期間                        | 放送時間                                                                      |
| -------------- | ------------------------------- | ----------------------------------------------------------------------------- |
| SBS TV         | 1991年 12月9日〜1992年 11月28日 | 月曜日〜土曜日の朝9時45分〜10時（15分）                                       |
| SBS TV         | 1992年 11月30日〜1996年 3月2日  | 月曜日〜土曜日の朝9時40分〜10時（20分）                                       |
| SBS TV         | 1996年 3月4日〜 1998年 1月2日   | 平日の午前11時40分〜12時（20分）                                              |
| SBS TV         | 1998年 1月5日〜2003年 10月31日  | 平日の午前10時40分〜11時（20分）                                              |
| SBS TV         | 2003年 11月3日〜2005年 4月22日  | 平日の午前10時40分〜11時10分（30分）                                          |
| SBS TV         | 2005年 4月25日〜2006年 3月24日  | 平日の午前10時40分〜11時30分（50分）                                          |
| SBS TV         | 2006年 3月27日〜2008年 1月11日  | 平日の午前10時40分〜11時55分（1時間15分）                                     |
| SBS TV         | 2008年 1月14日〜2008年 11月28日 | 平日の午前10時40分〜午後12時25分（1時間45分）                                 |
| SBS TV         | 2008年 12月1日〜2009年 4月24日  | 平日昼12時〜12時30分（30分）                                                  |
| SBS TV         | 2009年 10月5日〜2014年 10月24日 | 平日昼12時〜12時30分（30分）                                                  |
| SBS TV         | 2009年 4月27日〜2009年 10月1日  | 平日昼12時〜午後1時（1時間）                                                  |
| SBS TV         | 2014年 10月27日〜2015年 7月3日  | 平日昼12時〜12時45分（45分）                                                  |
| SBS TV         | 2015年 7月6日〜2015年 11月20日  | 平日昼12時〜12時50分（50分）                                                  |
| SBS TV         | 2016年 2月15日〜2020年 4月17日  | 平日昼12時〜12時50分（50分）                                                  |
| SBS TV         | 2020年 6月15日〜現在            | 平日昼12時〜12時50分（50分）                                                  |
| SBS TV         | 2015年 11月23日〜2016年 2月12日 | 平日の午前11時50分〜午後12時45分（55分）                                      |
| SBS TV         | 2020年 4月20日〜2020年 6月12日  | 月曜日〜木曜日午後12時〜12時50分（50分） 毎週金曜日午後12時〜12時40分（40分） |

※祝日は10分間SBSニュースで置き換え組織される。

## コーナー
| コーナー名                                 | 司会者 |
| ------------------------------------------ | --- |
| ヘッドライン                               | ヨムヨンソクアナウンサーチーム部長、キム・ソウォンアナウンサーチーム部長                                                                                       |
| この視覚的な金融市場                       | NH投資証券ガンジンス研究者、チェ・ミンジ研究者、新ヘリ研究 |
| 経済365                                    | 経済部記者 |
| この視覚ニュースPICK                       | キム・ソウォンアナウンサーチーム部長 |
| ジュヨウンジンのニュースブリーフィング予告 | キム・ソウォンアナウンサーチーム部長 |
| 文化の現場                                 | 月曜日：新しく出てきた本（調整記者） 火曜日：美術展（巻エリ記者） 水曜日：公演と演劇（キム・スヒョン記者） 木曜日：新たに公開された映画（ヨンア記者）          |
| 首都圏のニュース                           | 月曜日：仁川局（ギムホソン記者） 火曜日：議政府局（西サンギョ記者） 水曜日：城南局（ユヨウンス記者） 木曜日：水原局（週た記者） 金曜日：ソウル市庁（ランダム） |
| ワールドレポート                           | |
| スポーツワールド                           | ジョンフイドンスポーツ部記者 |
| 道路交通状況                               | 韓国道路公社交通放送道路交通キャスター |
| SBS天気                                    | ヤンテビン気象キャスター |
| クロージング                               | ヨムヨンソクアナウンサーチーム部長、キム・ソウォンアナウンサーチーム部長                                                                                       |

### ヘッドライン
ヘッドラインコーナー。SBSニュースと生活経済時代の2005年4月25日から新設され、その当時は字幕だけを表示する形式であったが、2011年12月30日に廃止されたが、2014年10月27日から再新設され資料画面まで表示形式に変更された。

### この視覚的な金融市場の
証券市況コーナー。NH投資証券のガンジンス研究者、チェ・ミンジ研究者、新ヘリの研究員が週替わりで交互に行い、SBS 10ニュース、SBSオーニュースでも共通して放送される。

### 経済365
経済ニュースコーナー。SBSニュースと生活経済時代から放送されており、経済記者が交互に進行する。

### この視覚ニュースPICK
簡潔ニュースコーナー。2021年5月17日から新設され、キム・ソウォンアナウンサーチーム部長が進行する。

### ジュヨウンジンのニュースブリーフィング予告
ジュヨウンジンのニュースブリーフィングの主な内容を予告するコーナー。キム・ソウォンアナウンサーチーム部長が進行する。

### 文化現場
文化ニュースコーナー。
- 月曜日：新しく出てきた本（調整記者）
- 火曜日：美術展（巻エリ記者）
- 水曜日：公演と演劇（キム・スヒョン記者）
- 木曜日：新たに公開された映画（ヨンア記者）

### 首都圏のニュース
首都圏ニュースコーナー。
- 月曜日：仁川局（ギムホソン仁川支局記者）
- 火曜日：議政府局（西サンギョ議政府支局記者）
- 水曜日：城南局（ユヨウンス城南支局記者）
- 木曜日：水原局（週た水原支局記者）
- 金曜日：ソウル市庁（ランダム）

### ワールドレポート
国際ニュースコーナー。

### スポーツワールド
国際スポーツニュースコーナー。ジョンフイドンスポーツ部記者が進行する。

### 道路交通状況
高速道路の交通状況を中継するコーナー。韓国道路公社交通放送道路交通キャスターが進行し、SBSオーニュースでも共通して放送される。

### SBS天気
天気予報コーナー。

## アンカー

### 現在のアンカー
現在アンカーは、2020年 12月14日からを基準とする。
- ヨムヨンソク（南） - SBSのアナウンサーチーム部長
- キム・ソウォン（女） - SBSのアナウンサーチーム部長
- 男性  1代 申優先 前記者 1994年1月31日~1996年7月19日  2代目シン·ヨンチョルアナウンサーチーム副局長 1996年7月22日~1998年4月3日  3代目:キム·テウク元アナウンサーチーム局長 1998年4月6日~2002年11月1日  4代目金正日アナウンサーチーム部長 2002年11月4日~2005年4月22日  5代目 キム·テウク 元アナウンサーチーム局長 2005年4月25日~2008年11月28日  6代目アナウンサーチーム部長 2008年1月14日~2009年4月24日  7代目シン·ヨンチョルアナウンサーチーム副局長 2009年4月27日~2010年3月8日  8代目 パク·グァンボム アナウンサーチーム部長 2010年3月9日~2010年12月31日  9代目 金正日（キム·ジョンイル）アナウンサーチーム部長 2011年 1月 3日~2011年11月 4日   10代のパク·グァンボムアナウンサーチーム部長 2011年11月7日~2016年12月30日   11代 パク·サンドアナウンサーチーム長 2017年 1月 2日 ~ 2020年 12月11日   12代目アナウンサーチーム部長 2020年12月14日~現在  女性  1代目柳英美（ユ·ヨンミ）アナウンサーチーム部長 1994年1月31日~1996年7月19日  2代目キム·ソンギョン元アナウンサー1996年7月22日~1998年4月3日  3代目イ·ジェジン元アナウンサー 1998年4月6日~2000年  4代目 ユ·ヨンミアナウンサーチーム部長 2000年~2006年 3月10日   5代目 イ·ヘスン アナウンサー 2006年3月13日~2006年11月24日  6代目 ユ·ヨンミアナウンサーチーム部長 2006年11月27日~2008年11月28日   7代目 チョン·ミソンアナウンサーチーム次長 2008年1月14日~2009年4月24日  8代目 ユ·ヨンミアナウンサーチーム部長 2009年 4月27日~2011年 12月30日   9代目 ユン·ソヨン 元アナウンサー 2012年 1月 2日 ~ 2013年 9月17日   10代イ·ヘスンアナウンサー 2013年9月30日~2014年8月29日   11代目 ユン·ヒョンジンアナウンサー 2014年9月1日~2015年5月1日  12代目 チェ·ヘリムアナウンサー 2015年 5月 4日~2015年11月20日   13代目 ユンヒョンジンアナウンサー 2015年11月23日~2016年10月21日   14代 イ·ビョンヒアナウンサーチーム次長 2016年10月24日~2017年1月3日  15代キム·ソウォンアナウンサーチーム部長 2017年1月16日~現在

## 手話通訳
- ジャンジンソク - 手話通訳（男）
- アンギュスン - 手話通訳（女)

## 地域民放ニュース番組
- JTVはSBS 12ニュースを独自の放送せずに、そのまま数中継している。TBC、KNN、TJB、kbc、CJB、ubc、G1放送は午後12時25分に民放ネットワークニュースを組織し、JIBSは昼12時25分にJIBS昼ニュースを編成する。

| 放送局                                | 放送圏域                                                                    | プログラムのタイトル     | 平日進行                        |
| ------------------------------------- | --------------------------------------------------------------------------- | ------------------------ | ------------------------------- |
| TBC、KNN、TJB、 kbc、CJB、ubc、G1放送 | 大邱・慶北、釜山・慶南、大田・世宗・忠南、 光州・全南、忠清北道、蔚山、江原 | 民放ネットワークニュース | ギムドフィ、ギムミョンミ（TBC） |
| JIBS                                  | 済州特別自治道                                                              | JIBS昼ニュース           | ジャンソンギュ                  |

## タイトル変遷
現在のタイトルは、2009年 10月5日を基準とする。
| ライダー | タイトル              | 放送期間                       |
| -------- | --------------------- | ------------------------------ |
| 1期      | SBSニュース           | 1991年 12月9日〜1994年 1月29日 |
| 2期      | SBSニュースライン     | 1994年 1月31日〜1998年 4月3日  |
| 3期      | SBSニュースと生活経済 | 1998年 4月6日〜2009年 10月1日  |
| 4期      | SBS 12ニュース        | 2009年 10月5日〜現在           |

## その他SBSのニュース番組
- モーニングワイド
- SBSパワースポーツ
- SBS 10ニュース
- ジュヨウンジンのニュースブリーフィング
- SBSオーニュース
- SBS 8ニュース
- SBSスポーツニュース
- SBSナイトライン
- SBSニュース（週末）
- SBSニュース特報